# 姜隆兴旧宅
姜隆兴旧宅位于中国浙江省江山市廿八都镇浔里街17号，建于民国时期，是一处江山市文物保护单位。
2000年6月21日，姜隆兴旧宅公布为第四批江山市文物保护单位。